# Sufragan
Sufragan je u Katoličkoj Crkvi nadbiskupu ili metropolitu podređeni biskup i/ili biskupija.
Također može označavati člana svećeničkog kolegija s pravom odlučivanja.

## Vanjske poveznice
- Sufragan (Proleksis enciklopedija)
- Sufragan (HJP)
- Crkva u Hrvatskoj 2010. (str. 11)